# يو إف سي على إي إس بي إن: بلايدز ضد فولكوف
يو إف سي على إي إس بي إن: بلايدز ضد فولكوف (بالإنجليزية: UFC on ESPN: Blaydes vs. Volkov)‏ هو حدث لفنون القتال المختلطة نظمته يو إف سي، أُقيم في 20 يونيو 2020، على يو إف سي أبيكس في إنتربرايز، نيفادا، الولايات المتحدة.